# Wage War
I Wage War sono un gruppo musicale metalcore statunitense formatosi nel 2010 a Ocala, Florida.

## Storia del gruppo
Nati con il nome di Empires,  si formano nel 2010 con Briton Bond (voce death), Cody Quistad (chitarra ritmica e voce pulita), Seth Blake (chitarra solista), Jordan Pierce (basso) e David Rau (batteria). La sezione ritmica fu sostituita nel 2013 con l'ingresso di Chris Gaylord al basso e Stephen Kluesener alla batteria, mentre il nome del gruppo fu cambiato con l'attuale Wage War. Nel 2015 firmano con la Fearless Records, pubblicando il 27 novembre l'album di debutto Blueprints, co-prodotto da Jeremy McKinnon (cantante degli A Day to Remember) e Andrew Wade. L'album è stato preceduto dai singoli Alive e Twenty One, mentre nel 2016 sono stati pubblicati dei video per le canzoni The River e Youngblood.
Il 16 marzo 2017 viene pubblicato il singolo Stitch, accompagnato da un video su YouTube, tratto dal secondo album in studio della band, previsto in uscita entro lo stesso anno. Il 28 aprile esce il secondo singolo Don't Let Me Fade Away, accompagnato da un video diretto da Drew Russ e dall'annuncio di titolo e data di uscita del nuovo album, Deadweight (4 agosto), anch'esso prodotto da Jeremy McKinnon e Andrew Wade. Il 7 luglio esce il terzo singolo estratto dal nuovo album, intitolato Witness, il cui video viene pubblicato il 5 agosto, in concomitanza con il nuovo album.

## Formazione

### Formazione attuale
- Briton Bond – voce death (2010-presente)
- Cody Quistad – chitarra ritmica e voce melodica (2010-presente)
- Seth Blake – chitarra solista e cori (2010-presente)
- Chris Gaylord – basso (2013-presente), cori (2017-presente)
- Stephen Kluesener – batteria (2013-presente)

### Ex componenti
- Jordan Pierce – basso (2010-2013)
- David Rau – batteria (2010-2013)

## Discografia
- 2015 – Blueprints
- 2017 – Deadweight
- 2019 – Pressure
- 2021 – Manic
- 2022 – The Stripped Sessions
- 2024 – Stigma